# 대형 리프트 발사체
대형 리프트 발사체(大型Lift發射體, 영어: heavy-lift launch vehicle, HLV) 또는 대형 발사체(中型發射體)는 20,000~50,000kg의 탑재체를 지구 저궤도에 위치시킬 수 있는 발사체를 말한다.

## 역사
1960년대 최초의 대형 발사체로는 미국의 새턴 IB와 소련의 프로톤 로켓이 있다. 새턴 IB는 아폴로 우주선을 궤도에 진입시키도록 설계되었으며, 엔진 추력이 향상되었고 이전 모델보다 2단계가 재설계되었다. 프로톤은 본래 대형 대륙간 탄도 미사일(ICBM)로 설계된 것이다.
1981년, 미국 항공우주국(NASA)은 최초의 부분 재사용 가능 발사체를 선보였다. 이 우주 왕복선은 최대 8명의 승무원을 태울 수 있었으며, 우주 정거장 모듈과 국방부 탑재물 등 중량물을 지구 저궤도(LEO)에 배치할 수 있었다. 중국의 대형 발사체로는 창정 5호가 있다.

## 구분
- 소형 발사체(SLV, Small-lift Launch Vehicle) - 對지구 저궤도(LEO) 2톤 이하의 인공위성 발사능력
- 중형 발사체(MLV, Medium-lift Launch Vehicle) - 對지구 저궤도(LEO) 2~20톤의 인공위성 발사능력
- 대형 발사체(HLV, Heavy-lift Launch Vehicle) - 對지구 저궤도(LEO) 20~50톤의 인공위성 발사능력

## 목록

### 현역
| 발사체        | 제조국 | 제조 기관            | 對LEO 발사 중량 (kg) | 對기타궤도 발사 중량 (kg)                     | 발사 횟수 | 최초 비행일 |
| ------------- | ------ | -------------------- | -------------------- | --------------------------------------------- | --------- | ----------- |
| 프로톤-M      | 러시아 | 흐루니체프           | 23,000               | 對LEO·MEO 20,350 對GTO·GSO 6,740 對화성 3,755 | 115회     | 2001년      |
| 안가라 A5     | 러시아 | 흐루니체프           | 24,500               | 對GTO 2,400                                   | 4회       | 2014년      |
| 팰컨 9        | 미국   | 스페이스X            | 22,800               | 對LEO·MEO 17,400 對GTO·GSO 7,076              | 18회      | 2015년      |
| 창정 5·5B     | 중국   | 중국발사체기술연구원 | 25,000               | 對LEO·MEO 23,200 對GTO·GSO 14,000 對달 8,350  | 12회      | 2016년      |
| 팰컨 헤비     | 미국   | 스페이스X            | 38,000 이상          | 對LEO·MEO 3,700 對GTO·GSO 6,465 對목성 6,000  | 11회      | 2018년      |
| 벌컨 센타우르 | 미국   | ULA                  | 27,200               | 對HCO 1,500                                   | 2회       | 2024년      |
| 아리안 6      | 유럽   | 아리안그룹           | 21,650               | 對LEO·MEO 1,600                               | 2회       | 2024년      |
| 뉴 글렌       | 미국   | 블루 오리진          | 45,000               |                                               | 1회       | 2025년      |

### 퇴역
| 발사체          | 제조국      | 제조 기관                      | 對LEO 발사 중량 (kg) | 對기타궤도 발사 중량 (kg)                                | 발사 횟수 | 최초 비행일 | 최후 비행일 |
| --------------- | ----------- | ------------------------------ | -------------------- | -------------------------------------------------------- | --------- | ----------- | ----------- |
| 새턴 IB         | 미국        | 크라이슬러 멕도넬 더글러스     | 21,000               | 對LEO·MEO 20,847                                         | 9회       | 1966년      | 1975년      |
| 프로톤-K        | 소련 러시아 | 흐루니체프                     | 22,776               |                                                          | 311회     | 1967년      | 2012년      |
| 우주왕복선      | 미국        | 유나이티드 스페이스 얼라이언스 | 27,500               | 對LEO·MEO 22,753 對금성 3,445                            | 135회     | 1981년      | 2011년      |
| 타이탄 IV       | 미국        | 록히드마틴                     | 21,680               | 對LEO·MEO 19,600 이상 對토성 5,712                       | 39회      | 1989년      | 2005년      |
| 아리안 5 ECA·ES | 유럽        | 아리안그룹                     | 21,000               | 對LEO·MEO 20,293 對GTO·GSO 11,210 對태양~지구 L1 6,161.4 | 92회      | 2002년      | 2023년      |
| 델타 IV 헤비    | 미국        | ULA                            | 28,790               | 對LEO·MEO 21,000 미만 對HCO 685                          | 16회      | 2004년      | 2024년      |

## 같이 보기
- 우주발사체 목록
- 로켓 엔진 비교
- 중형 리프트 발사체
- 로켓
- 소형 리프트 발사체
- 관측 로켓
- 우주선 추진
- 초대형 리프트 발사체